# Идеальный голос 2
«Идеальный голос 2» (англ. Pitch Perfect 2) — американская музыкальная комедия режиссёра Элизабет Бэнкс, сценарий к которой написала Кэй Кэннон. Это сиквел картины «Идеальный голос», которая основывалась на книге Мики Рэпкина «Пой идеально: Погоня за славой вокалиста а-капелла». В фильме снимались: Анна Кендрик, Ребел Уилсон, Бриттани Сноу, Анна Кэмп, Скайлар Эстин, Дин Эстер, Алексис Кнапп. Премьера фильма состоялась в Лас-Вегасе (США) 20 апреля 2015 года.

## Сюжет
Музыкальный коллектив «Барденские Бэллы» (The Barden Bellas) принимает участие в международном конкурсе а капелла, в котором ещё никогда не выигрывала группа из Америки.

## В ролях
| Актёр            | Роль                  |
| Барданские Беллы | Барданские Беллы      |
| ---------------- | --------------------- |
| Анна Кендрик     | Бека Митчелл          |
| Бриттани Сноу    | Хлоя Бил              |
| Анна Кэмп        | Обри Поузен           |
| Хейли Стайнфелд  | Эмили Торчок          |
| Ребел Уилсон     | Жирная Эми (Патриция) |
| Хана Мэй Ли      | Лили Онакурамара      |
| Эстер Дин        | Синтия Роуз Адамс     |
| Алексис Кнапп    | Стейси Конрадт        |
| Келли Джейкл     | Джессика              |
| Шелли Регнер     | Эшли                  |
| Крисси Фит       | Фло                   |

| Актёр                  | Роль                                      |
| ---------------------- | ----------------------------------------- |
| Скайлар Эстин          | Джесси Суонсон (лидер "Treblemakers")     |
| Бен Платт              | Бенджи Эплбаун ("Treblemakers")           |
| Адам Дивайн            | Бампер Аллен (лидер "Tone Hangers")       |
| Джон Майкл Хиггинс     | телеведущий Джон Смит                     |
| Элизабет Бэнкс         | телеведущая Гейл Абернати МакКадден       |
| Биргитта Йорт Сёренсен | Комиссар (солистка "Das Sound Machine")   |
| Флула Борг             | Питер Крёмер (солист "Das Sound Machine") |
| Кэти Сагал             | Кэтрин Торчок мать Эмили, бывшая "Бэлла"  |
| Кетер Донохью          | бывшая "Бэлла"                            |
| Киган-Майкл Ки         | босс Беки                                 |
| Snoop Dogg             | В роли самого себя                        |

## Производство
В декабре 2012 года Эстин, Скайлар рассказал, что у него совместно с Ребел Уилсон была встреча с Universal Studios о производстве возможного сиквела. В апреле 2013 года было объявлено, что релиз сиквела состоится в 2015 году, режиссёром выступит Элизабет Бэнкс, а сценаристом — Кэй Кэннон. Пол Брукс из Gold Circle Films будет продюсировать фильм совместно с Макс Ханделманом. Сопродюсерами станут Кэй Кэннон и Джефф Левайн.

### Музыка
З декабря 2014 года Марк Мовесбаурх был нанят для написания композиций к фильму.
Знаменитый сингл Torn австралийской певицы Натали Имбрулья прозвучит в фильме в качестве импровизации от Бриттани Сноу.
В Чемпионате Мира по а-капелла Канаду представляла американская а-капелла группа «Pentatonix».